# Anorgánico (sonido)
En Fonética, se denomina sonido anorgánico a aquel sonido que aparece a lo largo de la evolución de una palabra sin que pueda explicarse por razones fonéticas o etimológicas.
Este sería, por ejemplo, tal y como indica Lázaro Carreter el caso del sonido [r] de alcurnia (procedente del árabe [kúnya]), cuya incorporación al vocablo es inexplicable desde la perspectiva de las leyes de evolución etimológica clásicas. La única explicación (algo rebuscada, como en todos estos casos), sería una duplicación de la líquida (alkunya>alkulnya) y la sustitución del sonido duplicado por [r] mediante un fenómeno de rotacismo(de lambda ya que el rotacismo así dicho se refiere al cambio de s a r) (alkulnya>alkurnya).
El término de sonido anorgánico fue utilizado por primera vez por Ascoli.
- Datos: Q5696574